# Frida Schanz

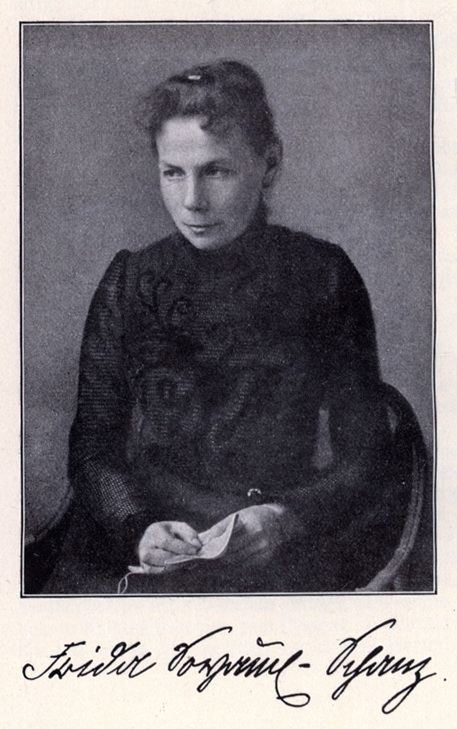
Frida Soyaux-Schanz

Frida Schanz (* 16. Mai 1859 in Dresden; † 17. Juni 1944 in Warmbrunn/Schlesien) war eine deutsche Jugendbuchautorin, Herausgeberin und Lehrerin, deren zahlreiche Veröffentlichungen aus dem Zeitraum zwischen 1885 und 1929 stammen. Schanz gehörte zu den beliebtesten Kinder- und Jugendbuchautorinnen vor dem Ersten Weltkrieg.

## Leben
Frida Schanz war die Tochter des Dichterpaares Julius Schanz und Pauline Schanz. Ihr Vater war im Bereich der Dichtung sowie der Sagen und Märchen tätig, während ihre Mutter als Jugendbuchautorin tätig war. Schanz besuchte eine Höhere Mädchenschule. In Dresden absolvierte sie eine Ausbildung am Lehrerseminar und wurde anschließend Lehrerin in Böhmen. In dieser Zeit begann sie selbst schriftstellerisch tätig zu werden.
Schanz reiste unter anderem nach Odessa und Venedig. 1885 heiratete sie in Leipzig den Schriftsteller Ludwig Soyaux (1846–1905), der auch Redakteur der Zeitschrift Daheim war. In dieser Funktion verhalf sie manchen jungen Frauen zu ersten Veröffentlichungen, was seinerzeit noch unüblich war.
Ab 1891 lebte das Paar in Berlin. 1895 begann sie gemeinsam mit Clementine Helm, den Almanach Junge Mädchen herauszugeben. Da Helm bereits im Folgejahr verstarb, führte Schanz das Projekt bis 1904 allein weiter.
Über 30 Jahre, von 1895 bis 1926, publizierte sie das Jahrbuch Kinderlust. Nach dem Tod ihres Mannes 1905 arbeitete sie in der Redaktion von Daheim und als Lektorin bei Velhagen und Klasings Monatsheften. (Fridel, 1920)
Insgesamt verfasste Schanz über 60 Werke, die sich an Kinder und Jugendliche richten, wobei der lehrerhafte Ton und der betonte Patriotismus dem damaligen Zeitgeist entsprachen. Dabei war sie erstaunlich vielseitig; ihr Werk umfasst Kinderliteratur, Mädchenbücher, Erzählungen, Fabeln, Balladen, Märchen, Novellen, Lebenserinnerungen sowie Reisebeschreibungen und Sprüche. Von vielen ihrer Bücher wurden zahlreiche Auflagen gedruckt, so dass bis heute antiquarisch zahlreiche Titel erhältlich sind.
Ende der 1920er Jahre wurden die „Frida-Schanz-Bücher“ vom Herausgeber Walther Günther Schreckenbach publiziert, die sich damals großer Beliebtheit erfreuten.
Zu ihren zeitgenössischen Fürsprechern zählte unter anderem Hanns von Zobeltitz.

## Werke

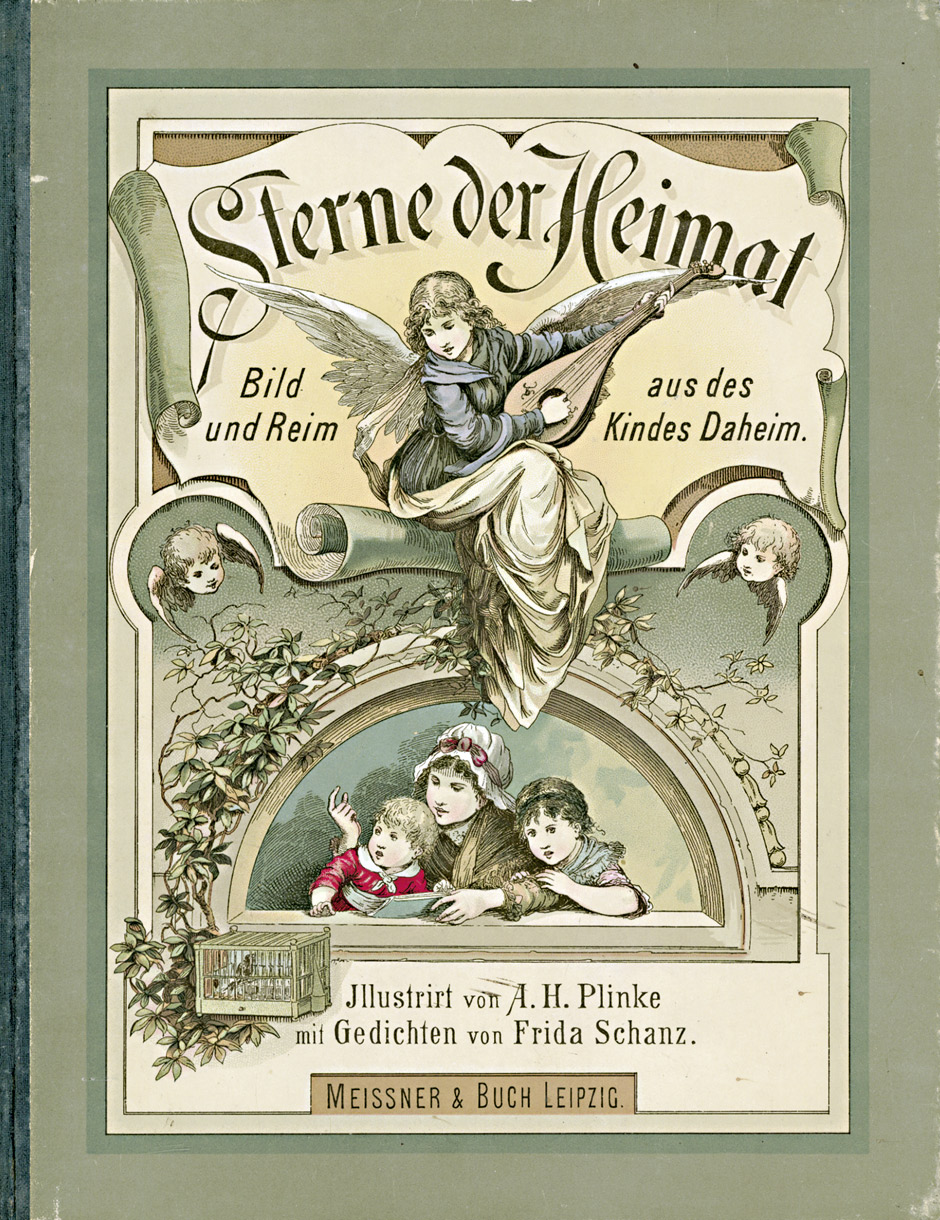
Buchdeckel Sterne der Heimat, illustriert von August Heinrich Plinke, 1889

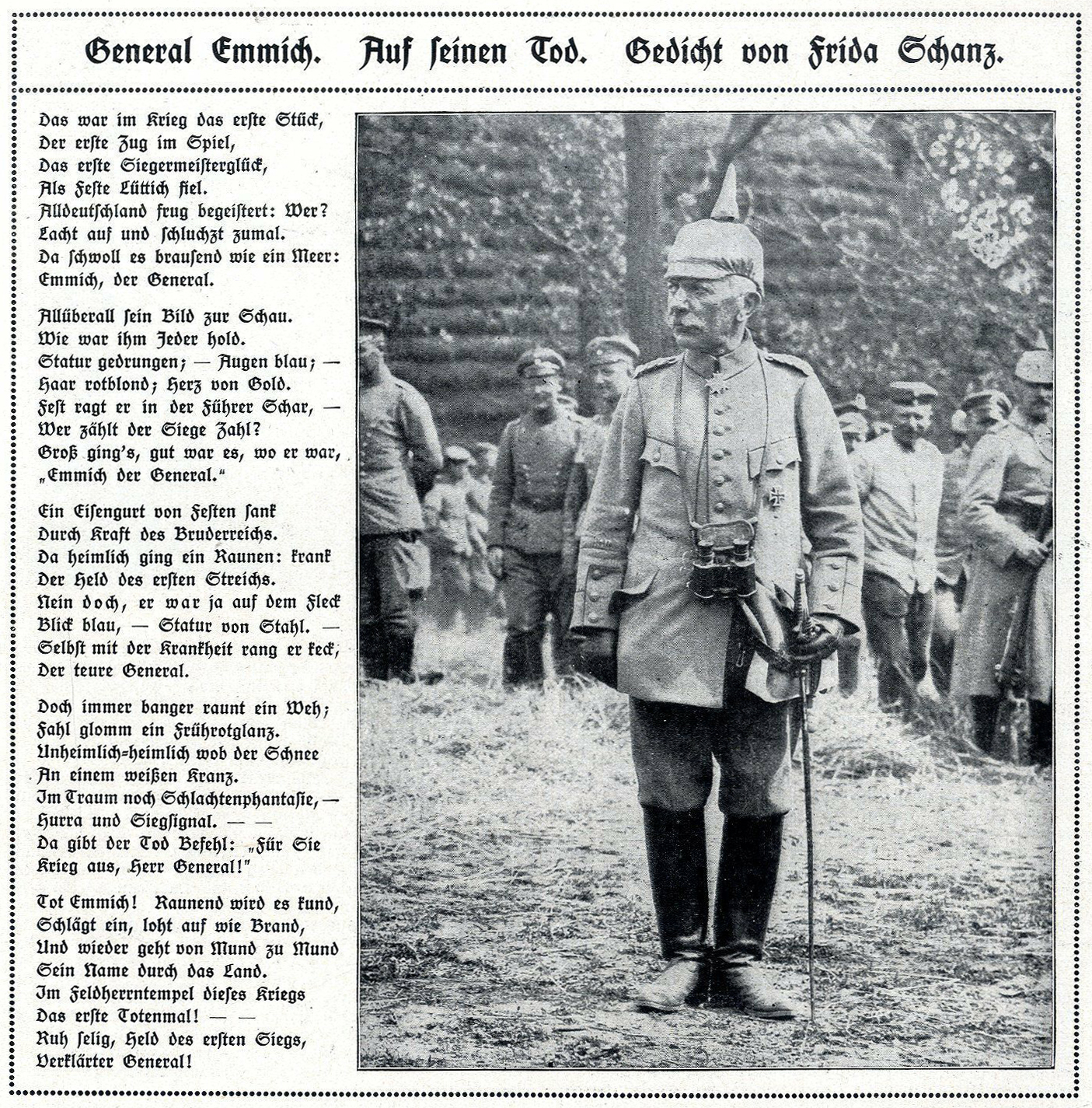
„General Emmich. Auf den Tod. Gedicht von Frida Schanz“;
Foto von Robert Sennecke, Gedicht von Schanz, Anfang 1915

- Frida – Schanz – Buch. Neue Märchen, Erzählungen, Gedichte. (o. J.)
- Unser Hausglück, (Mitautorin), 1885
- In der Feierstunde. Erzählungen für Mädchen von 8–12 Jahren. Mit 4 Fabendruckbildern nach Aquarellen von Paul Wagner. Weise, Stuttgart, 1886.
- Mit Ränzel und Stab. Eine Pensions- und Reise–Geschichte. Mit 12 gr. Buntbildern. Abel, Leipzig, 1887
- Neues goldenes Bilderbuch, (Mitautorin), 1887
- Frida Soyaux: Licht. Eine Märchen – Gedicht. Roth, Gießen, 1888
- Prinzenreise, 1888 (Mitautorin)
- Gedichte, 1888
- Kleine Leute von sonst und heute Kröner, Stuttgart, 1888
- (Hrsg.): 101 neue Fabeln. Mit Originalbeiträgen von ... Mit 82 Feder- und Tuschzeichnungen und Tonbildern von Fedor Flinzer. Abel, Leipzig, 1888.
- Die Reise mit dem Weihnachtsmanne. Erzählung, 1889
- Lichtstrahlen. Gedichte, 1889
- Zwölf Kindergeschichten. Mit 6 Farbdruckbildern nach Aquarellen von Carl Offterdinger. Loewe, Stuttgart/Leipzig, 1889
- Sterne der Heimat. Bild und Reim aus des Kindes Daheim. Mit Gedichten und Illustrationen von A. H. Plinke. Meißner & Buch, Leipzig, 1889
- Jung-Japan beim Spiel, mit Text und Beschreibung, 1889
- Johanna von Sydow (Hrsg.): Der Kleinen Lieblingsbuch. Mit Beiträgen von Pauline und Frida Schanz, W. Gleim und Anna Hillmar. Mit 149 Illustr. Deutsche Verlags–Anstalt, Stuttgart, 1890
- (Hrsg.): Lieder des Lebens. Ausgewählte Gedichte und Sprüche deutscher Dichter. Illustriert von Wilhelm Claudius. Cavael, Leipzig (ca. 1890)
- Um Leben und Liebe. Novellen und Bilder, 1890
- Vogel-Lieder. Eine poetische Anthologie, Wandsbek, 1890
- In der heiligen Nacht. Lieder, Märchen und Geschichten. Mit Originalzeichnungen von A. H. Pinke, M. Michael und R. Löes. Elischer, Leipzig, 1890
- Blumen und Früchte. Erzählungen für Mädchen, 1890
- Das Komtesschen und andere Erzählungen für die Jugend Stuttgart, 1891
- Filigran. Novellen in Versen. Velhagen & Klasing, Bielefeld & Leipzig, 1892
- Mit sechzehn Jahren. Lustige Mädchengeschichten, Leipzig 1891. * „Mit sechzehn Jahren“ von Frida Schanz auf den Seiten des Projekt Gutenberg. Abgerufen am 28. Februar 2021.
- Der Harz in Bildern. Eine Harz–Wanderung (Ober Harz). Dichtung. Mit 20 Foliobilder in photograph. Kunstdruck, aufgenommen und ausgeführt con E. Mertens & Cie. in Berlin. B. Franke, Sangerhausen – Leipzig – Berlin, 1892
- Rottraut und Ilse. Erzählungen für junge Mädchen. Mit 6 Tonbilder von Eugen Klimsch. Velhagen & Klasing, Bielefeld & Leipzig, 1892
- O du seelige Backfischzeit! Bilder und Vignetten von René Reinicke. Mit begleitenden Dichtungen von Frida Schanz. Titze, Leipzig 1892.
- Bilder vom Rhein. Eine Rheinfahrt vom Bodensee bis Köln. Dichtung von Frida Schanz. 25 Foliobilder in photograph. Kunstdruck von E. Mertens. E. Mertens & Cie., Berlin, 1893
- Am trauten Herd. Märchen und Geschichten, 1893
- Im Sonnengold! Ein lyrischer Hausschatz Nürnberg, 1893
- Junges Blut. Drei Mädchengeschichten Leipzig, 1894
- Bunter Sang. Eine Sammlung Kinderlieder, 1895
- Ährenlese. Neue Sprüche Bielefeld/Leipzig, 1896
- Die Alte. Erzählung, 1896
- Aus dem Jugendland. Sport. Der Pensionär. Zwei Erzählungen für junge Mädchen, 1897
- Gedichte, Leipzig, 1898
- Novellen in Versen., 1898
- Wolken (Tagebuch einer jungen Frau), Reclam, Leipzig, 1900
- Feuerlilie. Eine Erzählung für junge Mädchen, Loewes Verlag, Stuttgart, 1900
- Gedichte. Gesamtausgabe, Bielefeld/Leipzig, 1906
- Hochwald, 1908
- Zweite Ehe, Trowitzsch & Sohn, Berlin, 1909
- Gedichte. Gesamtausgabe. ca. 1910
- Der flammende Baum. Neue deutsche Märchen.Mit P. Schanz, Illustrator: Hugo Steiner-Prag. Ullstein, Berlin 1916 online – Internet Archive
- Kinderballaden. Oldenburg & Co., Leipzig 1918 online – Internet Archive
- Das Kind, Mit Bildern deutscher Künstler, Berlin, 1920 *„Das Kind“ von Frida Schanz auf den Seiten des Projekt Gutenberg. Abgerufen am 28. Februar 2021.
- Ein Kreuzgang, Mosaik Verlag, Berlin, 1922
- Bunte Blätter (Erzählungen), 1925
- Komm mit! Ein schwarzfröhliches Bilderbuch, 1925
- Geliebte Leutchen, 1926
- W. G. Schreckenbach (Hrsg.): Das Frida Schwarz Buch, Fürth, 1927
- W. G. Schreckenbach (Hrsg.): Das neue Frida Schwarz Buch, Fürth, 1929
- Das Himmels-Hospital. (Bilder von Tamara Ramsay). Fürth i.Br., G.Löwensohn, o. J. [1929]

## Sekundärliteratur
- Ein hübsches Qui pro quo. In: Die Gartenlaube. Heft 14, 1885, S. 240 (Volltext [Wikisource]).